# 福樓拜的鸚鵡
《福樓拜的鸚鵡》是英國當代作家朱利安·巴恩斯（Julian Barnes）的代表作，全書以鸚鵡为线索，描繪法国作家福楼拜的生平，钩沉索隐，是一部獨特的傳記，也是一部精彩的小說，鹦鹉是福樓拜作品中最常出現的寵物，被陳列在福樓拜的博物館中，此書通過敘事、評論、回憶、對話、年表等多種形式，描述了福樓拜生活中的喜怒哀樂。英國許多學校都以此書為精讀書目，被稱為“一本複雜、精細而又使人愉悅的小說”，此書曾獲得1984年布克獎提名。

## 中譯本
「福樓拜的鸚鵡」一書的譯者是湯永寬，有許多文章指出此書的譯文缺失。
- 誤：“当你给一个朋友写传记的时候，你必须写得仿佛你是在报复他似的——福楼拜，致欧内斯特·费多，1872”，引言
- 正：原文“taking the revenge for him”，应为“为他报仇”。
- 誤：“……我起初以为那不是手表，也不是刺的花纹……”，p1
- 正：原文“...Not a watch,as I first thought,or a tattoo...”，應該譯成“……不是我最初以为的手表，也不是刺的花纹……”
- 誤：“在你开始变坏以前，你简直就算不上出生在世。”，p26
- 正：原文“Scarcely are you born before you begin rotting”，應該譯成“你刚刚出生就开始腐烂了”。
- 誤：“多年来他只掉落一颗牙齿。”，p27
- 正：原文“Over the years all but one of his teeth will fall out”，应该譯成“掉得只剩一颗牙齿。”
- 誤“满分将给予回答正确者；而不在于应试者的书法或仪表。”，P223
- 正：原文“All marks will be awarded to the correctness of the answer;none for presentation or handwriting.”應該譯成“答对就得满分；不看应试者的书写或表达”。
- 誤：“我看到一些雪茄烟蒂和面条。”，P224
- 正：原文“I came across some cigar butts and bits of pate.”，應該譯成“我看到一些雪茄烟蒂和馅饼”
- 誤：“在巴黎，福楼拜租用一辆封闭的出租马车以免被人发现，大概是避免受到路易丝·科莱的勾引。”，P224
- 正：原文“In Paris，Flaubert used a closed cab to avoid detection，and presumably seduction，by Louise Colet.”应该译成“在巴黎，福楼拜租用一辆封闭的出租马车以免被路易丝·科莱发觉，大概还要避免她的勾引。”

## 外部連結
- 令人忍无可忍的鹦鹉 （页面存档备份，存于）